# NGC 1213
NGC 1213 = IC 1881 ist eine lichtschwache Spiralgalaxie vom Hubble-Typ SABdm im Sternbild Perseus am Nordsternhimmel. Sie ist schätzungsweise 158 Millionen Lichtjahre von der Milchstraße entfernt und hat einen Durchmesser von etwa 80.000 Lj.

Im selben Himmelsareal befindet sich u. a. die Galaxie NGC 1207.
Das Objekt wurde am 14. Oktober 1884 von dem US-amerikanischen Astronomen Lewis Swift entdeckt.